# Alfoz (Triacastela)
Alfoz (llamada oficialmente Santalla de Alfoz) es una parroquia española del municipio de Triacastela, en la provincia de Lugo, Galicia.

## Otras denominaciones
La parroquia también es conocida por el nombre de Santa Eulalia de Alfoz.

## Organización territorial
La parroquia está formada por tres entidades de población:
- Arxileiro
- Lagares
- Santalla

## Demografía
| Gráfica de evolución demográfica de Alfoz entre 2000 y 2021 |
|                                                             |
| Datos según el nomenclátor publicado por el INE.            |